# Casa della Caccia Antica

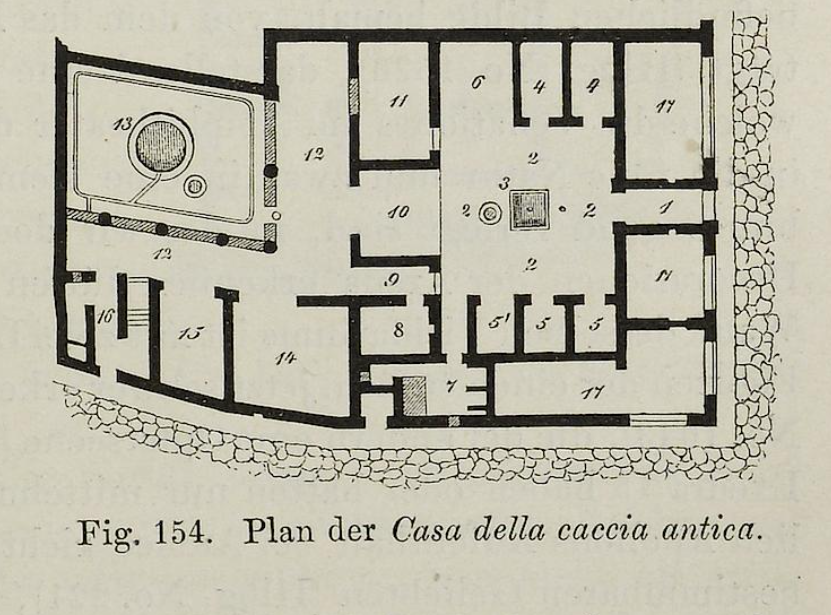
Grundriss des Hauses

Die Casa della Caccia Antica (Haus der Jagd wie in alter Zeit) war ein Wohnhaus in Pompeji (VII.4.48), das zwischen 1832 und 1835 ausgegraben wurde. Es ist wegen seiner gut erhaltenen und hochwertigen Wandmalereien im 4. Stil bemerkenswert. Zahlreiche Einzelbilder der Wanddekorationen sind im 19. Jahrhundert aus der Wand geschnitten worden und befinden sich heute im Nationalmuseum in Neapel.

## Beschreibung
Das große Haus hat an der Frontseite diverse Läden. Über die Fauces gelangt man in das Atrium, um das an allen Seiten diverse kleinere Räume angeordnet sind. Das Atrium ist im 4. Stil ausgemalt. Diese Dekoration ist aus chronologischen Gründen wichtig: Bei Nachuntersuchungen kamen im Putz Münzen zu Tage, deren letzte in das Jahr 71 n. Chr. datiert. Die Malereien müssen also später entstanden sein.
Gegenüber den Fauces befindet sich das Tablinum, das große, blaue Felder zeigt. Die Sockelzone imitiert Marmor, während sich darüber gemalte Nillandschaften und Jagdszenen, die dem Haus seinen modernen Namen gaben, befinden. Der Raum ist mit einem einfachen, schwarz-weißen Bodenmosaik ausgestattet. Im hinteren Teil des Hauses befindet sich das Peristyl mit fünf Säulen. Die zwei Rückwände zeigten einst eine große Jagdszene und Landschaftsmalereien. Die Malereien sind heute fast vollkommen vergangen. Östlich davon befindet sich die Exedra mit aufwendigen Architekturmalereien. Diverse Bilder im Haus werden dem Vier-Gottheiten-Maler (The Four Divinities Painter) zugeordnet, einem Maler, der auch in wenigen anderen Häuser belegt ist. Der namentlich bekannte Maler Lucius hat eventuell die Jagdszenen im Peristyl ausgeführt.

## Galerie

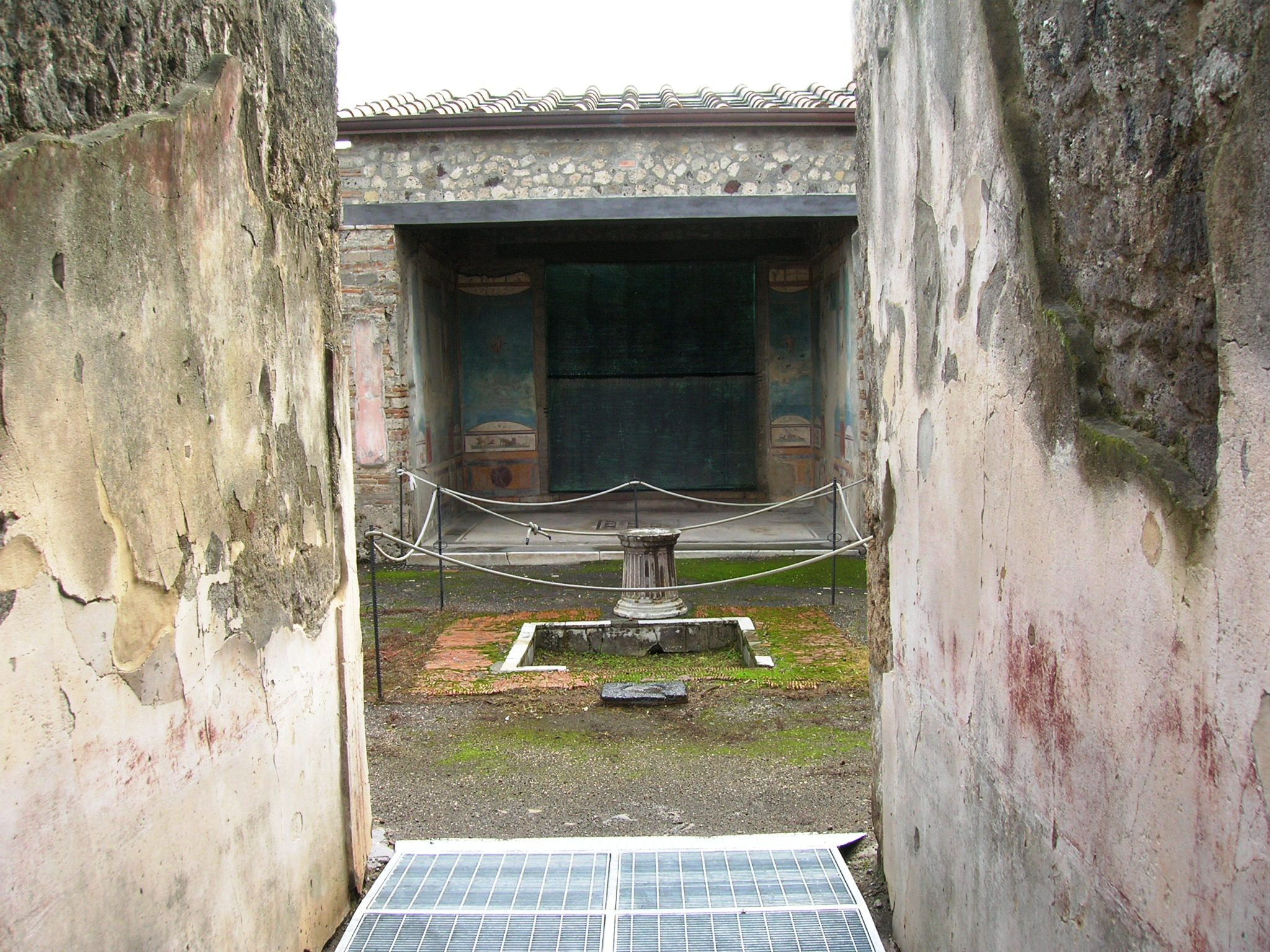
Blick auf das Atrium
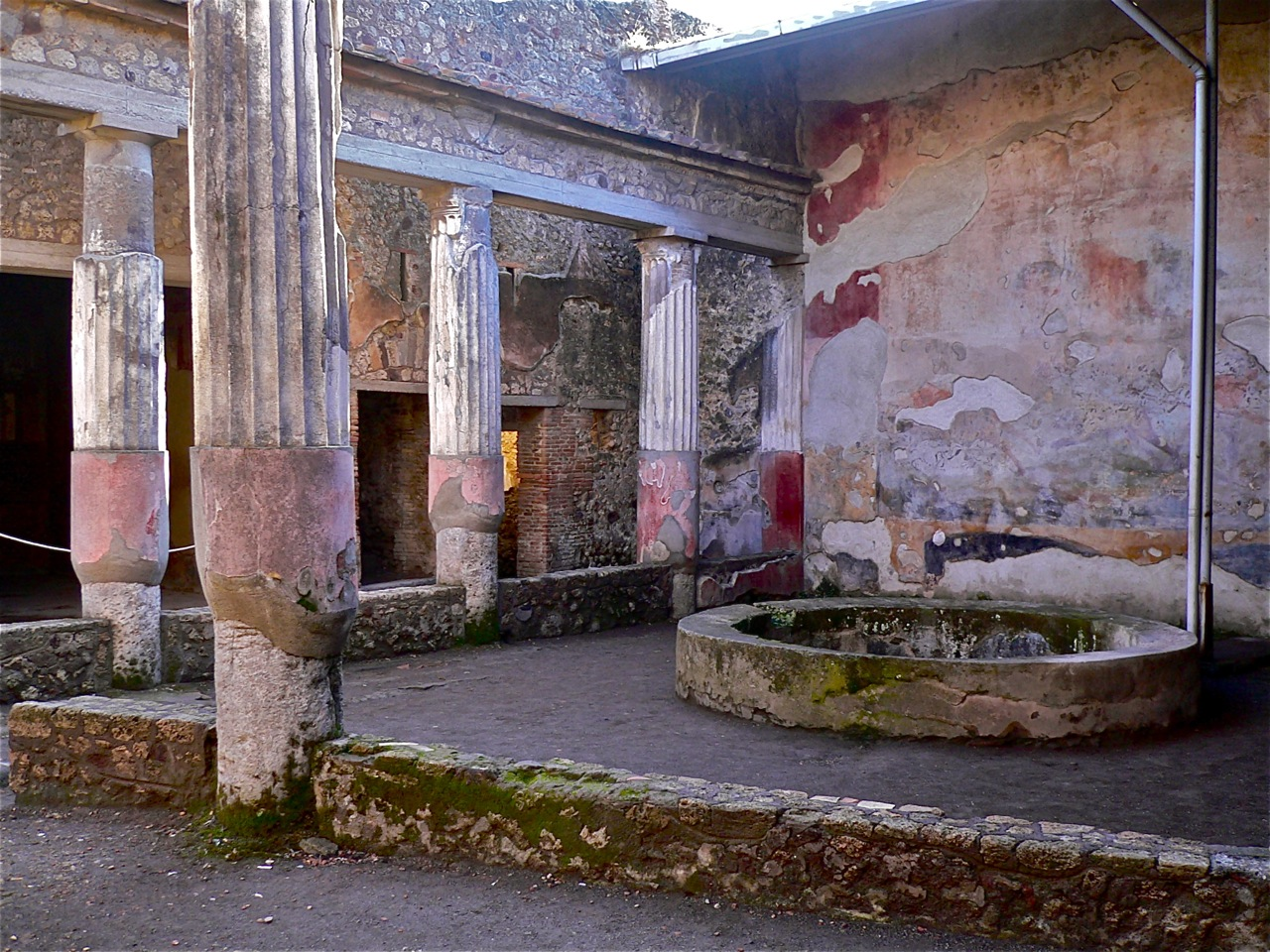
Peristyl
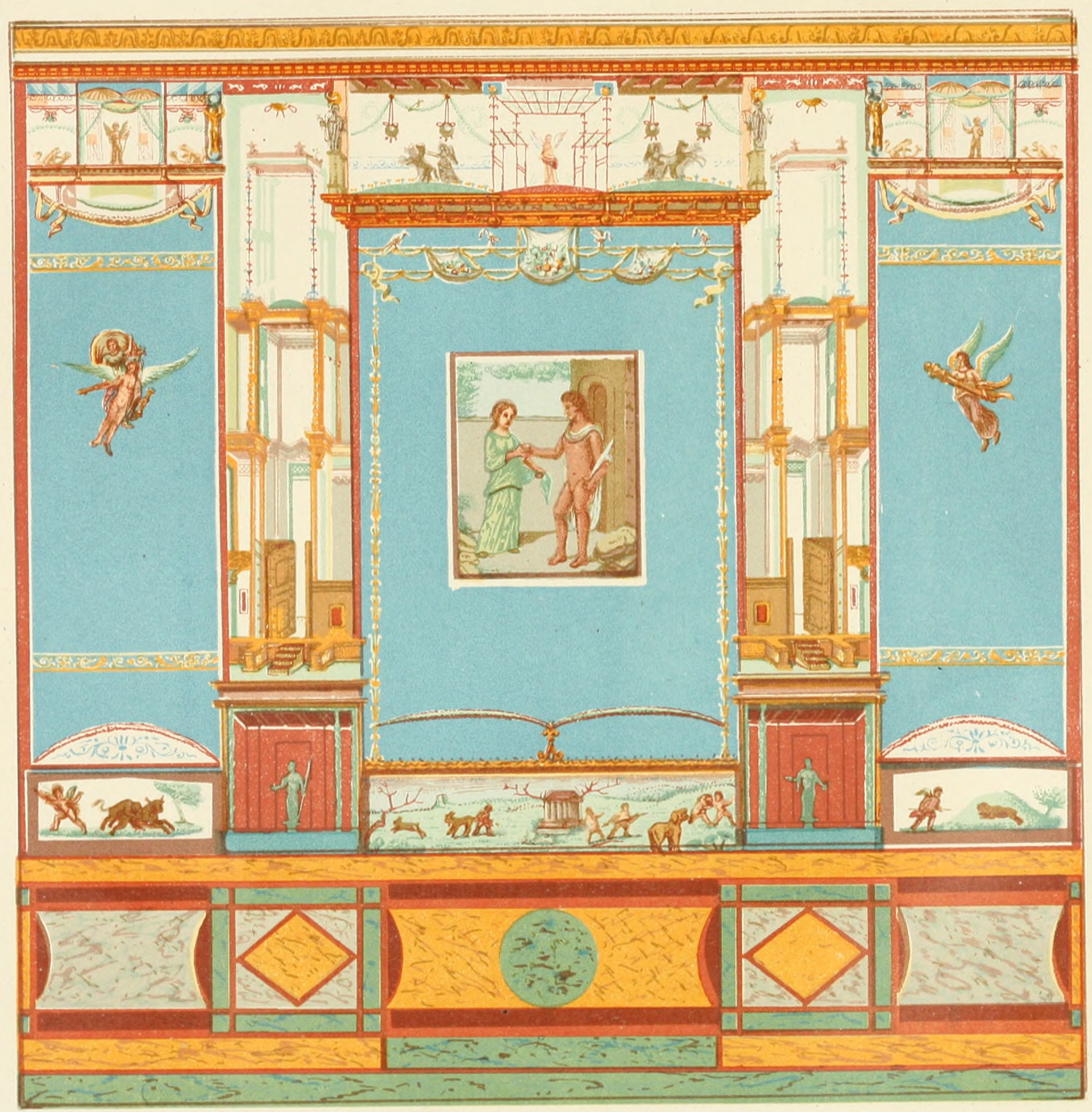
Malerei im Tablinum. Zeichnung des 19. Jahrhunderts
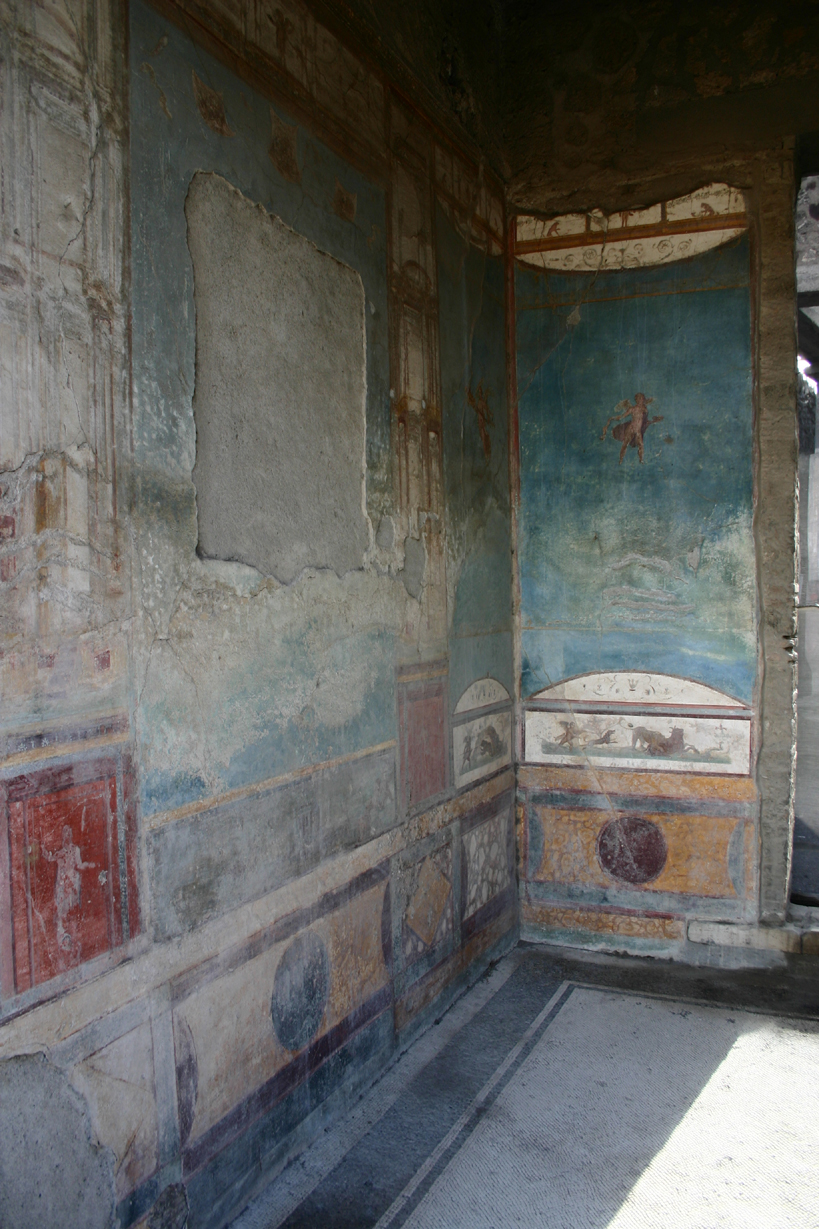
Malerei im Tablinum, heutiger Zustand
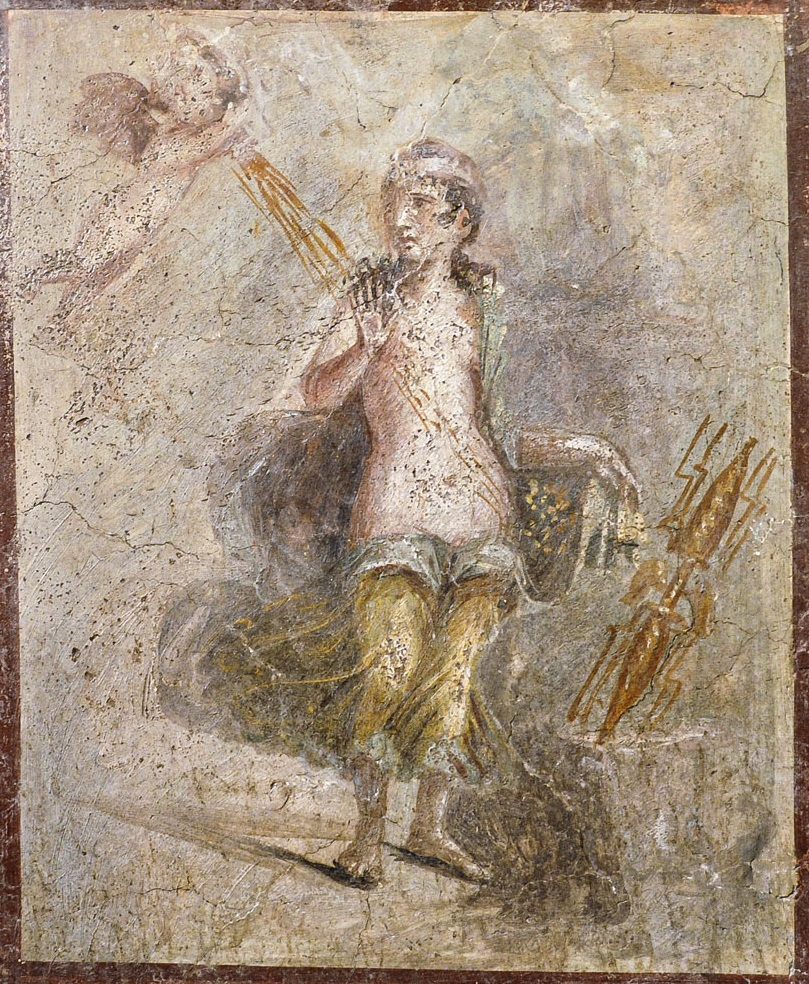
Danaë
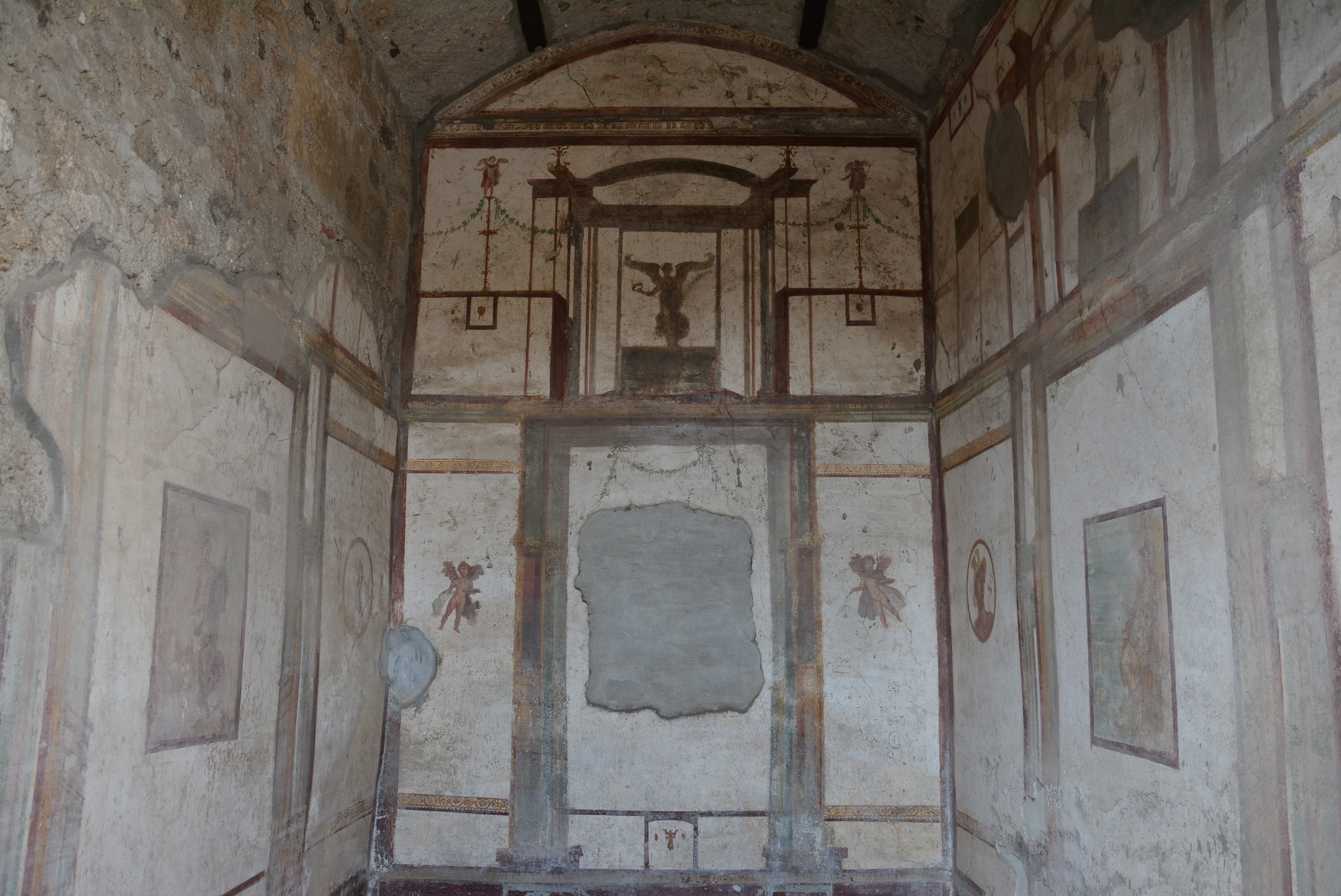
Raum mit Malereien im 4. Stil